# Riera de Vilamajor
La Riera de Vilamajor pertany a la conca del Besòs i deu el seu nom per travessar el gran terme de Vilamajor (Baix Montseny).

## Característiques fluvials
En total, la riera de Vilamajor té una llargada de 12 quilòmetres i una conca de 39  km². Habitualment, els mesos de juny, juliol, agost i setembre s'asseca a la part més baixa. Per la seva ubicació, es tracta d'un curs d'aigua de règim mediterrani.

### Naixement
Neix al pla de la Moixa sota els turons del Samont, de la Cova i de Sant Elies, a la part septentrional del municipi de Sant Pere de Vilamajor, al Massís del Montseny, en terrenys formats per pissarres.

### Curs mitjà i desembocadura
La riera baixa entre la serres de Palestrins i del Borrell pel sot del Cortès, travessant els municipis i nuclis urbans de Sant Pere de Vilamajor i Sant Antoni de Vilamajor. Desemboca al riu Mogent a l'alçada de Llinars del Vallès. Durant el seu curs rep els següents afluents:
- Torrent dels Brollars
- Torrent del Borrell
- Torrent de la font del Corral
- Riera de Vallserena[1]

## Aprofitament del riu
L'aprofitament hidràulic havia tingut una poca importància, a través dels molins de Canyes, de Dalt (Sunyer) i de Baix (castell de Vilamajor). També té diverses rescloses, mines i recs.

## Toponímia
Al llarg del seu recorregut, la riera de Vilamajor rep diversos noms:
- Riera de la Moixa: del naixement al pla de la Moixa fins a la masia del Cortès
- Riera del Cortès: de la masia del Cortès a la masia de can Parera de Canyes
- Riera de Canyes: de la masia del can Parera de Canyes a Sant Antoni de Vilamajor
- Riera de Llima: de Sant Antoni de Vilamajor a la desembocadura al riu Mogent